# Casa Terradellas (Ripoll)
La Casa Terradellas és una obra de Ripoll protegida com a Bé Cultural d'Interès Local.

## Descripció
Casa entre mitgeres composta per baixos, quatre pisos i altell. A la planta baixa hi ha quatre obertures. Del primer pis sobresurt la presència d'una tribuna central amb coberta de teula àrab a tres vessants. Hi ha un únic balcó per a la tribuna i les obertures laterals a aquesta. En el segon pis hi ha dues finestres, i al mig d'ambdues una majòlica amb la imatge de Sant Jordi. En el tercer pis hi ha dos balcons, amb les baranes amb un disseny diferent de les del primer pis. En el quart nivell hi ha quatre finestres, amb arc de punt rodó, agrupades de dos en dos. L'altell té quatre petites obertures quadrades. Tres línies de motllures horitzontals separen els diversos nivells. Totes les obertures tenen el marc de pedra picada. La barbacana té bigues de fusta i un cos afegit que desmereix el conjunt. La coberta és a dues aigües al voltant de les obertures, menys a les de la planta baixa, en què hi ha pedra picada, hi ha decoració a base d'esgrafiats. La façana que dona al carrer dels Tallaferro no té cap element destacable.